# Eutomostethus luteiventris
Eutomostethus luteiventris är en stekelart som först beskrevs av Johann Christoph Friedrich Klug 1816.  Eutomostethus luteiventris ingår i släktet Eutomostethus, och familjen bladsteklar. Arten är reproducerande i Sverige.